# Bystrzyk barwny
Bystrzyk barwny, bystrzyk piękny, bystrzyk z Serpa (Hyphessobrycon eques) – gatunek słodkowodnej ryby z rodziny kąsaczowatych (Characidae).

## Występowanie
Paragwaj i środkowa Brazylia.

## Charakterystyka
Ciało bocznie spłaszczone, kolor czerwonobrunatny, brzuch żółtobrunatny. Dorasta do 4 cm długości.

## Warunki w akwarium
| Zalecane warunki w akwarium | Zalecane warunki w akwarium |
| --------------------------- | --------------------------- |
| Zbiornik                    | średni, min. 60 cm długości |
| Temperatura wody            | 22–25°C                     |
| Twardość wody               | 2–15°n                      |
| Skala pH                    | 6–7,2                       |
| Pokarm                      | Żywy, mrożony i w płatkach  |
| Uwagi                       |                             |

## Wymagania hodowlane
Bystrzyk barwny jest stosunkowo łatwy w hodowli. Akwarium powinno być dosyć dobrze zarośnięte, powinny w nim być rośliny pływające, pod którymi bystrzyki mogą znaleźć nieco cienia. Gatunek ten wymaga krystalicznie czystej wody i możliwie ciemnego dna. Bystrzyków nie należy hodować pojedynczo, jest rybą stadną.

## Rozmnażanie
Ryba jajorodna. Osobniki przeznaczone do rozrodu wymagają temperatury od 23 do 25 °C. Samców przeznaczonych do rozrodu nie można odławiać siatką, ze względu na możliwość uszkodzenia delikatnych narządów płciowych.